# Bondsdagverkiezingen 1980

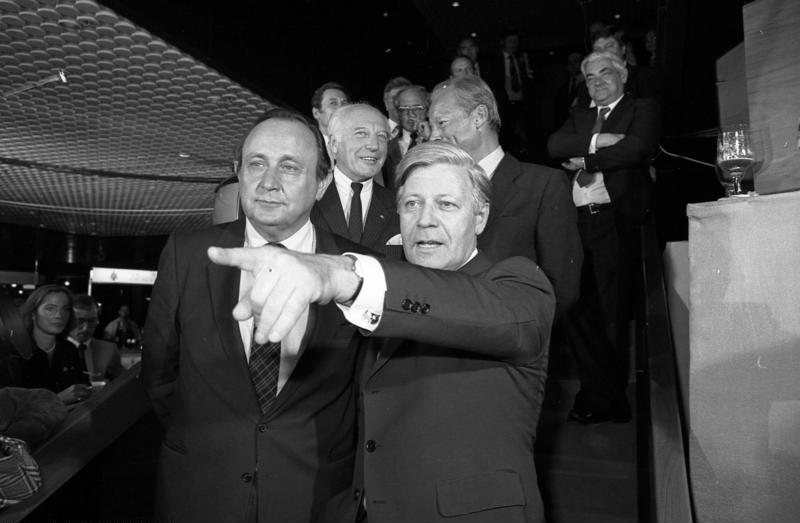
Bondskanselier Helmut Schmidt (rechts) en minister van buitenlandse zaken Hans-Dietrich Genscher, op de verkiezingsparty in het Bundeskanzleramt

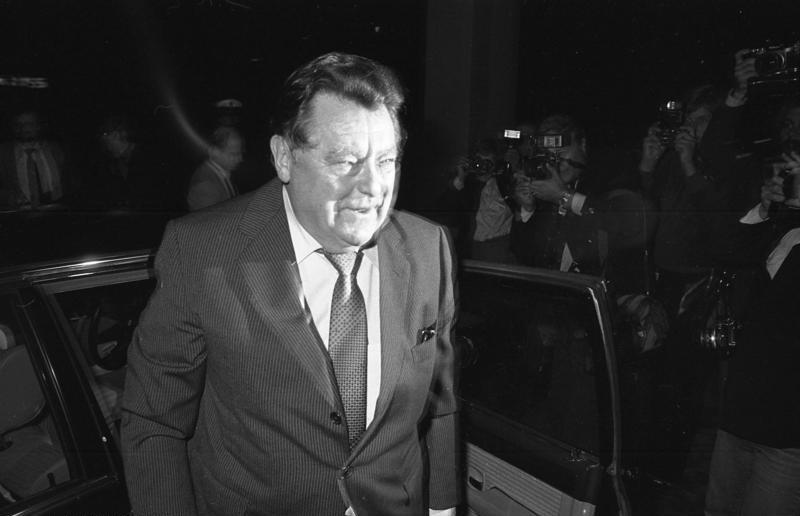
Franz Josef Strauß op weg naar de CDU-verkiezingsparty

De Bondsdagverkiezingen van 1980 vonden op 5 oktober 1980 plaats. Het waren de negende federale verkiezingen in de Bondsrepubliek Duitsland.
CDU-voorzitter Helmut Kohl, die al in 1976 had geprobeerd om van de SPD-FDP-coalitie te winnen, kon zich niet in zijn partij als kanselierskandidaat doorzetten. In gesprek was de minister-president van Nedersaksen, Ernst Albrecht, de favoriet van Kohl. Uiteindelijk werd het de CSU-voorzitter en (sinds 1978) minister-president van Beieren, Franz Josef Strauß.
De verkiezingsstrijd was buitengewoon fel en op de persoon gericht. Strauß vond de SPD-kanselier incompetent en Schmidt zei dat iemand als Strauß, die zichzelf niet onder controle had, geen controle over Duitsland mocht verkrijgen. Strauß had het moeilijk om de kiezers buiten Beieren aan te trekken, maar ook in het politieke midden was men weinig positief over hem. De FDP kwam daarom op een zeer goed resultaat van tien procent, terwijl Strauß' CDU/CSU het minder goed deed dan onder Kohl in 1976. Dit was een grote klap voor Strauß, die na de verkiezingen in München minister-president bleef.
Kohl, de fractieleider in Bonn, kon doorgaan met zijn strategie de FDP terug naar een burgerlijke coalitie te krijgen. De gezamenlijke onderwerpen van SPD en FDP waren op, nu kwamen de spanningen op economisch gebied weer sterker tevoorschijn. In 1982 lukte het Kohl om zich met de FDP-stemmen in de Bondsdag te laten kiezen als opvolger van kanselier Schmidt.

## Uitslag
- Indirect gekozen door de Berlijnse gemeenteraad waren 11 CDU'ers, 10 SPD'ers en FDP'ers.

| Partij                                                                                     | %     | zetels   | verschil |
| ------------------------------------------------------------------------------------------ | ----- | -------- | -------- |
| Sociaaldemocratische Partij van Duitsland (Sozialdemokratische Partei Deutschlands)        | 42,9% | 218 (10) | +4       |
| Vrije Democratische Partij (Freie Demokratische Partei)                                    | 10,6% | 53 (1)   | +14      |
| Christelijk Democratische Unie van Duitsland (Christlich Demokratische Union Deutschlands) | 34,2% | 174 (11) | -16      |
| Christelijk-Sociale Unie (Christlich-Soziale Union)                                        | 10,3% | 52       | -1       |
| De Groenen (Die Grünen)                                                                    | 1,5%  | 0        | -        |
| Overigen                                                                                   | 0,5%  | 0        | -        |
| Totaal                                                                                     | 100%  | 497      | +1       |

|  |

|  |

|  |

|  |

|  |

|  |

|  |

|  |

|  |

|  |

|  |

## Nasleep
Als gevolg van de verkiezingswinst van de SPD kon de coalitie met de FDP worden voortgezet. Helmut Schmidt bleef dus Bondskanselier. Na twee jaar, in 1982, stapte de FDP uit de coalitie en kwam het kabinet-Schmidt III ten val. Nieuwe federale verkiezingen werden op 6 maart 1983 gehouden.